# Gunnar Eriksson (journalist)
Ernst Gunnar Eriksson, född 4 november 1947 i Västerås församling i Västmanlands län, är en svensk journalist, verksam inom Sveriges Radio 1988–2014.
Gunnar Eriksson började som radiojournalist på P4 Radio Västmanland 1988. 1996–2001 producerade och ledde han P1-programmet Jobbet , ett 55 minuter långt program direkt efter 10-Ekot. Det innehöll reportage, intervjuer, debatter och experthjälp på lyssnarfrågor om arbete, löner och utbildning. 2000 var han med vid starten av Ring P1. I början på 2002 började Radio Västmanland producera P1 Konsument där Eriksson var producent och programledare. Sista programmet sändes januari 2007. Från 2007 till 2012 arbetade Eriksson främst som programledare och producent vid lokalradion Sveriges radio P4 Västmanland.
2012–2014 hade han ett förtroendeuppdrag vid Journalistförbundet, samtidigt som han ledde valdebatterna 2014 i Sveriges Radio P4 Västmanland tillsammans med Monica Elfström.
2001 utgav han boken Steget före tillsammans med hustrun Eva-Lotta Eriksson. Boken handlar om bröderna Sten och Kjell Axelsson, enäggstvillingar, poliser och vardagshjältar.
Gunnar Eriksson är sedan 1978 gift med ovannämnda Eva-Lotta Eriksson, ogift Ringfors, född 1953.